# Jakob Kaiser
Jakob Kaiser, född 8 februari 1888 i Hammelburg, död 7 maj 1961 i Västberlin, var en tysk politiker.
Jakob Kaiser var före nazistregimens maktövertagande en av ledarna för den kristna fackföreningsrörelsen. Han tillhörde de aktiva antinazisterna och deltog i sammansvärjningen mot Hitler 1944. Han lyckades hålla sig dold i Berlin, tills staden 1945 intogs av ryska armén, och blev 1946 ledare för Kristligt demokratiska unionen i den ryska ockupationszonen. Då han motsatte sig den kommunistiska politiska likriktningen, kom han i konflikt med ockupationsmakten, som i december 1947 försökte förmå honom att själv avgå. Han vägrade men förbjöds att vidare utöva politisk verksamhet i östzonen, varefter partiet ställdes under ett av militärmyndigheterna tillsatt direktorium. Kaiser lämnade östzonen och blev vid Västtysklands grundande 1949 chef för "östministeriet" i Konrad Adenauers regering.